# Mesoescala

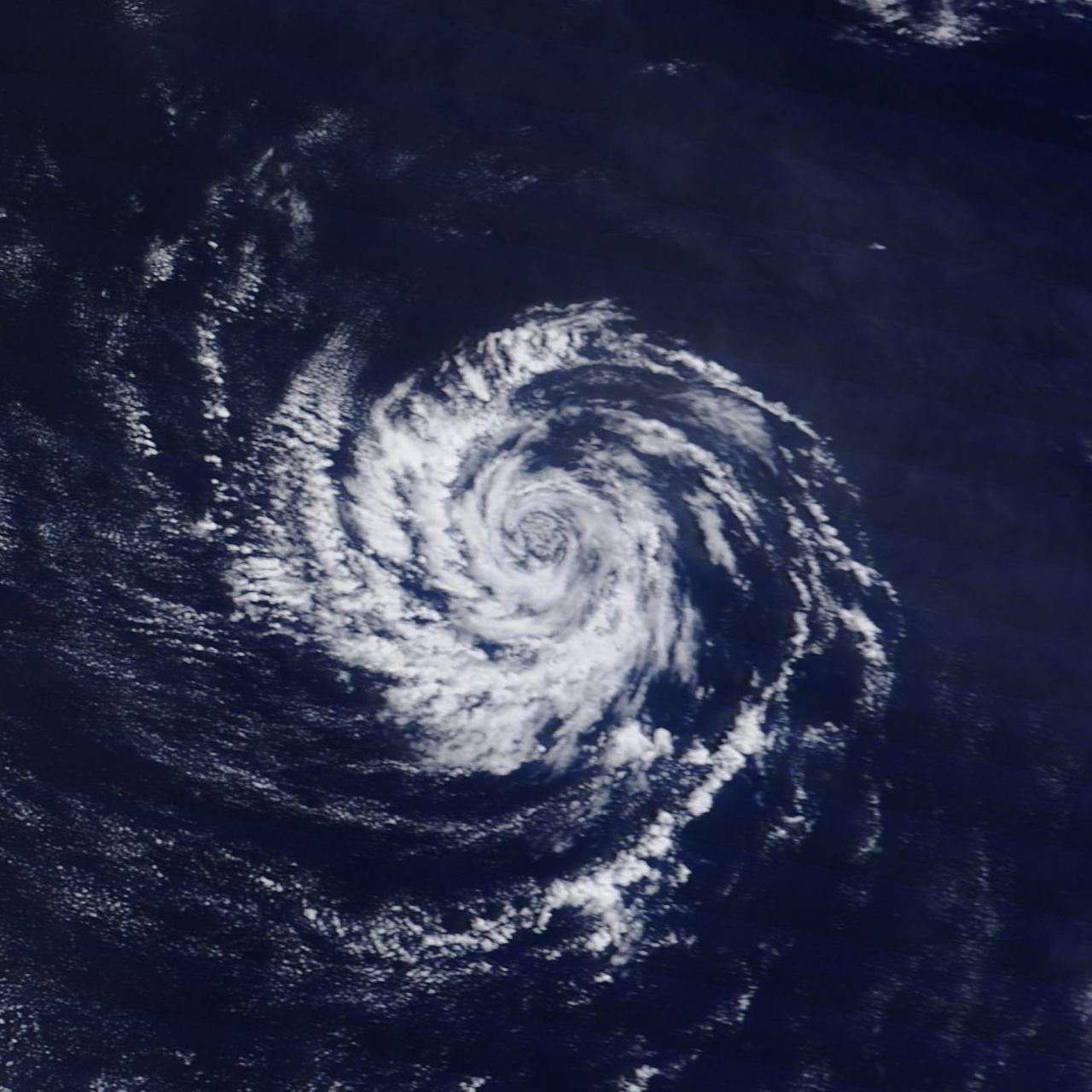
Un vòrtex a escala meso-beta

La meteorologia a mesoescala és l'estudi de sistemes meteorològics més petits que els sistemes a escala sinòptica però més grans que els sistemes de cúmuls a microescala. Les dimensions horitzontals generalment oscil·len entre 5 i diversos centenars de quilòmetres. Exemples de sistemes meteorològics a mesoescala són les brises marines, les línies de borrasca i el complex convectiu de mesoscala.
La velocitat vertical sovint iguala o supera les velocitats horitzontals en sistemes meteorològics de mesoescala, degut a processos no hidroestàtics com l'acceleració flotant d'una calor ascendent o l'acceleració a través d'un coll estret de muntanya.

## Subclasses
La meteorologia a mesoescala es divideix en aquestes subclasses:
- Meso-alfa 200–2000 km d'escala de fenòmens com fronts, línies de borrasca, sistemes convectius a mesoescala (MCS), ciclons tropicals a la vora de l'escala sinòptica
- Meso-beta 20-200 km d'escala de fenòmens com la brisa marina, les tempestes de neu amb efecte llac
- Meso-gamma 2–20 km d'escala de fenòmens com la convecció d'una tempesta, els fluxos de terreny complexos (prop de la microescala)

Com a nota, els ciclons tropicals i subtropicals estan classificats pel National Hurricane Center com a escala sinòptica en lloc de mesoescala.

## Límits
Igual que en l'anàlisi frontal sinòptica, l'anàlisi a mesoescala utilitza fronts freds, càlids i oclusos a la mesoescala per ajudar a descriure els fenòmens. Als mapes meteorològics, els fronts de mesoescala es representen com a més petits i amb el doble de puntes que la varietat sinòptica.